# Vårbergsskolan

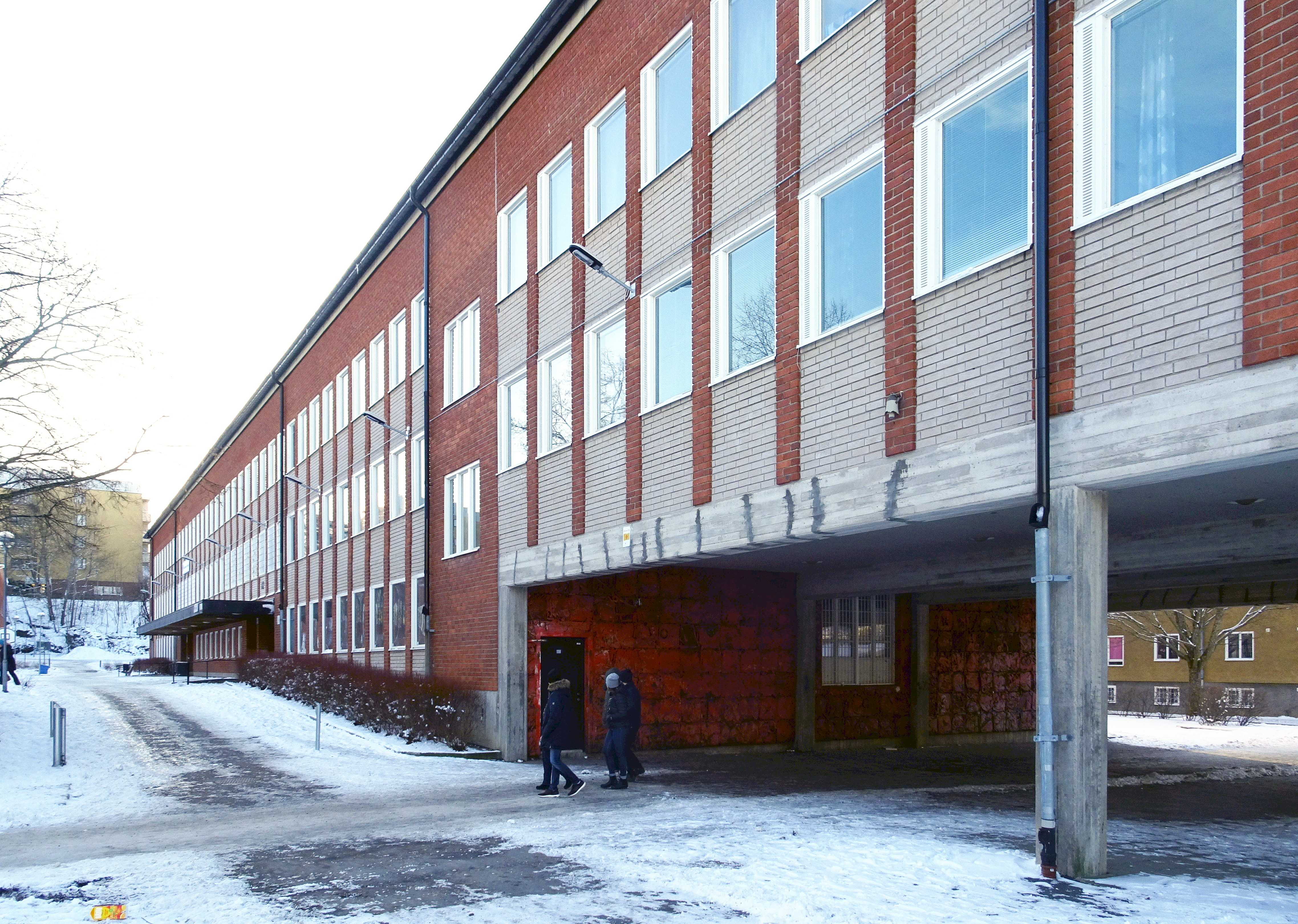
Vårbergsskolan, klassrumslängan, januari 2018.

Vårbergsskolan (numera Söderorts vuxengymnasium och Alla Nationers Fria Skola) uppfördes 1968–1972 som kommunal högstadieskola vid Vårholmsbackarna 100 i stadsdelen Vårberg i södra Stockholm. Fastigheten består av tre byggnader som är grönmärkta av Stadsmuseet i Stockholm vilket innebär "särskilt värdefull från historisk, kulturhistorisk, miljömässig eller konstnärlig synpunkt".

## Byggnader
Generalplanen för Skärholmen och Vårberg (Pl. 5010) utarbetades av Stockholms stadsbyggnadskontor och fastslogs 1963. Den där föreslagna markanvändning beträffande flerfamiljsbebyggelse och en högstadieskola bekräftades i gällande stadsplan (Pl. 6517) för västra Vårberg vilken vann laga kraft 1965.

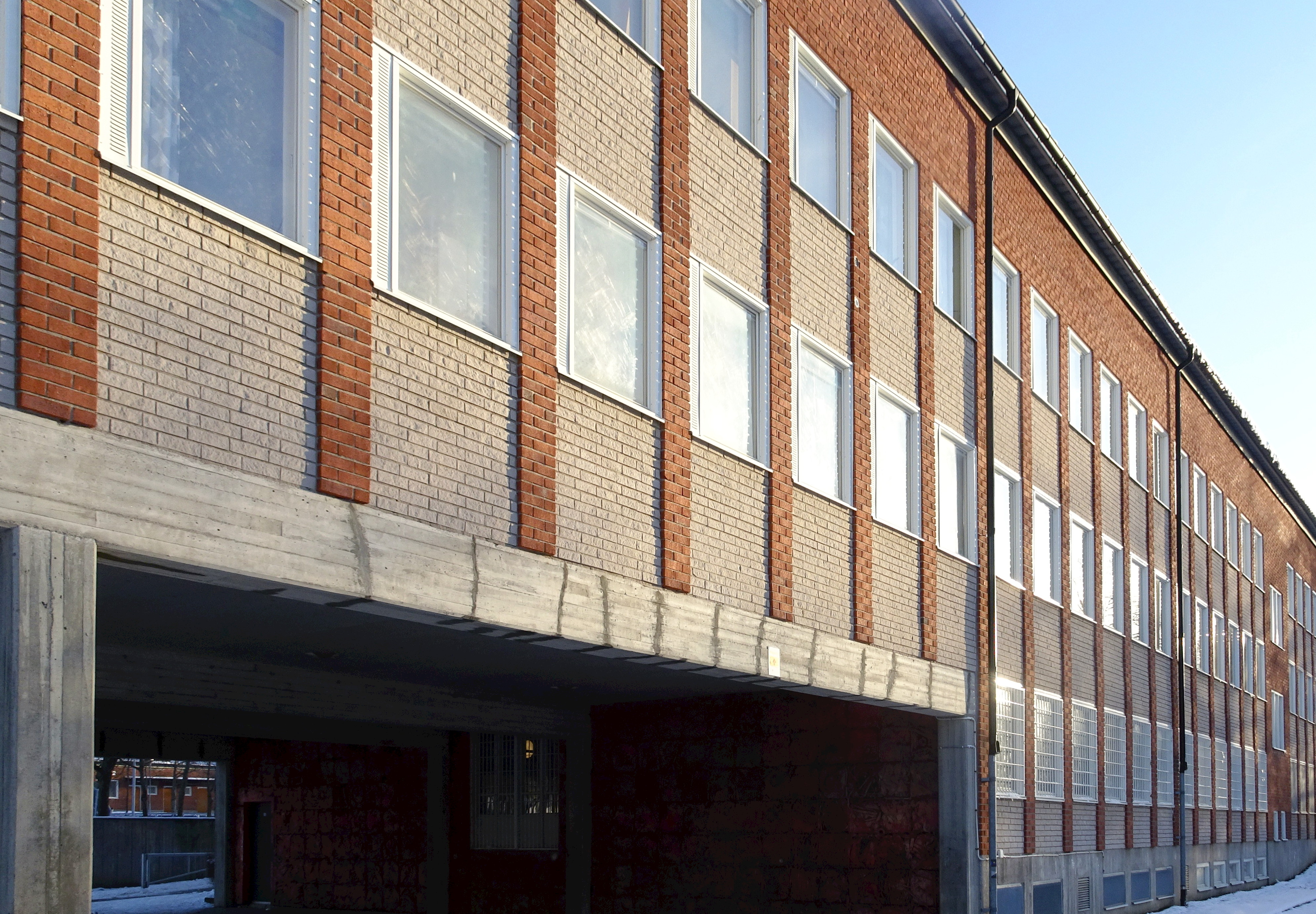
Fasaddetalj, klassrumslängan.

Vårbergsskolan är en tidstypisk anläggning gällande byggnadernas inbördes placering och läget i stadsdelen; nära centrum och invid en större park. Skolans bebyggelse uppfördes 1968–1972 väster om Vårbergs tunnelbanestation efter ritningar av arkitekt Lennart Brundin. Han anlitades under 1950- och 1960-talen som arkitekt för ett flertal skolhus i Stockholmsområdet, bland dem Bandhagens gymnasium, Farsta gymnasium och Skärholmens gymnasium.
Vårbergsskolan består av tre fristående byggnader med var sin egen funktion och grupperade i hästskoform kring en skolgård. I väster placerades en klassrumsbyggnad, i öster en gymnastikhall och i söder en byggnad innehållande matsal, slöjdsal, musiksal, teckningssal och liknade. I bebyggelsegruppen fick klassrumslängan en tydlig karaktär av huvudbyggnad med tre våningar. Byggnadens norra del, med "pelarhallen" som skjuter ut över gångstråket Söderholmsstigen, är skolans mest ovanliga och anslående detalj med stora arkitektoniska värden. Här finns en fasadutsmyckning i fyra delar bestående av komprimerat skrot vilket enligt Stadsmuseet tillmäts mycket stort konstnärligt värde. Verket kallas Tidsbild och utfördes 1973 av Sune Fogde och Lizzie Olsson Arle. 
Matsalsbyggnaden och gymnastikhallen har en våning. Gymnastikhallens arkitektur följer mönstret för gymnastikbyggnader från den här tiden med omklädningsrum i lågdelen och gymnastiksal i högdelen. Fasaderna för samtliga byggnader gestaltades enhetliga i rött tegel. På klassrumslängan har de höga fasaderna upplättats genom vertikala fält av vit kalksandsten avdelade genom pilaster i rött tegel. De ursprungliga motfallstaken ersattes i början av 1990-talet av flacka sadeltak. Enligt Stadsmuseets kulturhistoriska klassificering från 2006 ”är arkitekturen välformad och återhållsam”.

## Verksamhet
Vårbergsskolan fungerade ursprungligen som kommunal högstadieskola för årskurs 7-9 och var huvudskola i Vårbergs rektorsområde. I samband med vårterminen 2004 byttes skolans namn till Johannesdalsskolan och slogs ihop med Söderholmsskolan. Efter vårterminen 2004 lades verksamheten ner och kvarvarande elever överflyttas till bland annat Österholmsskolan i Skärholmen. 
Från och med hösttermin 2005 bedrivs i byggnaden Söderorts vuxenutbildning. Lokalerna anpassades till vuxenundervisning och innehåller förutom lektionssalar, två datasalar, ett kafé och en studiehall. Mellan 2008 och 2020 fanns även den mångkulturella Alla nationers fria skola i byggnaden. Sedan höstterminen 2020 är delar av Slättgårdsskolan inhyst i skolans lokaler. Detta efter att den eldhärjades i juni 2020. Byggnaden ägs och förvaltas av SISAB.

## Bilder

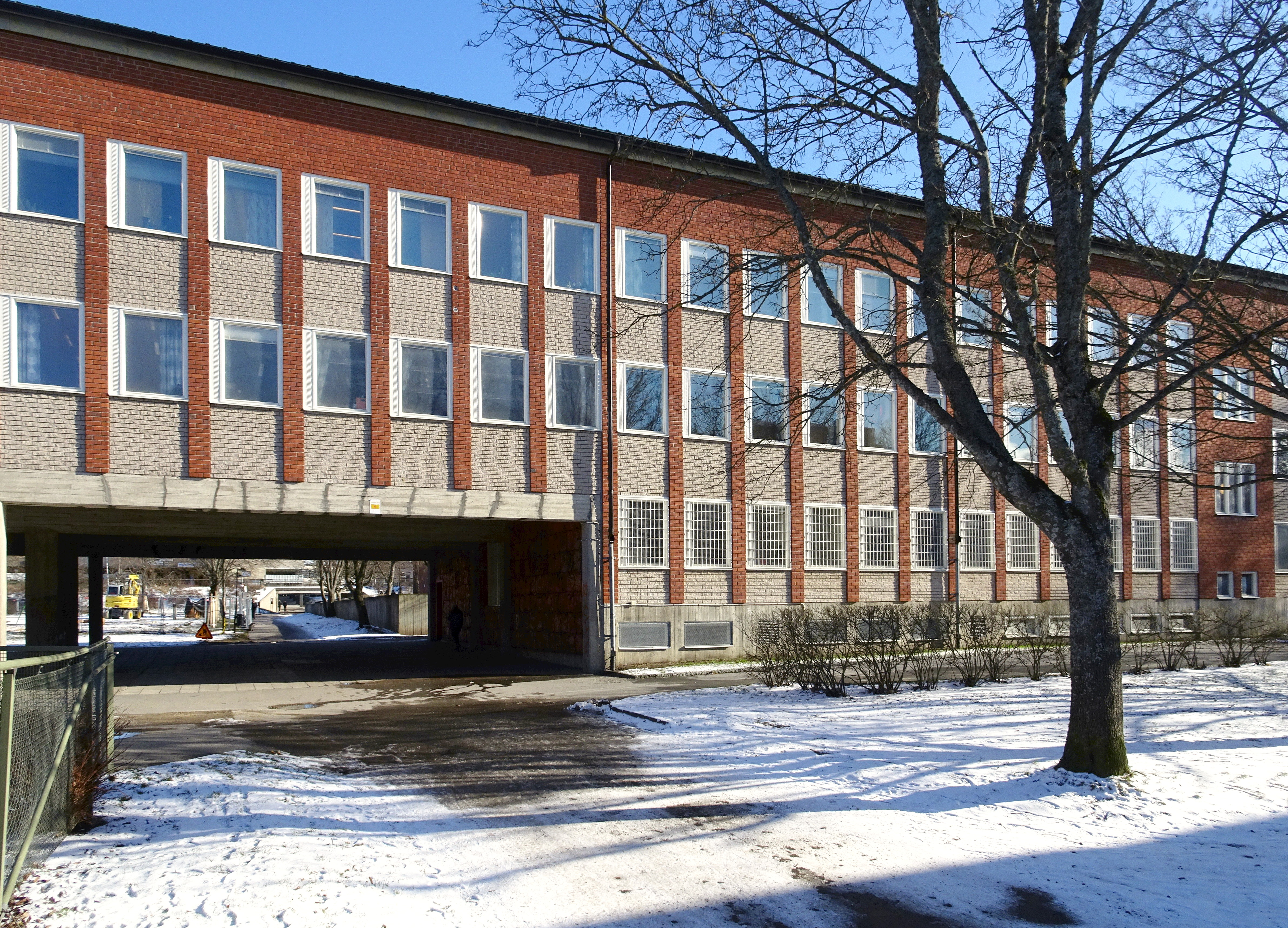
Klassrumslängan med "pelarhallen".
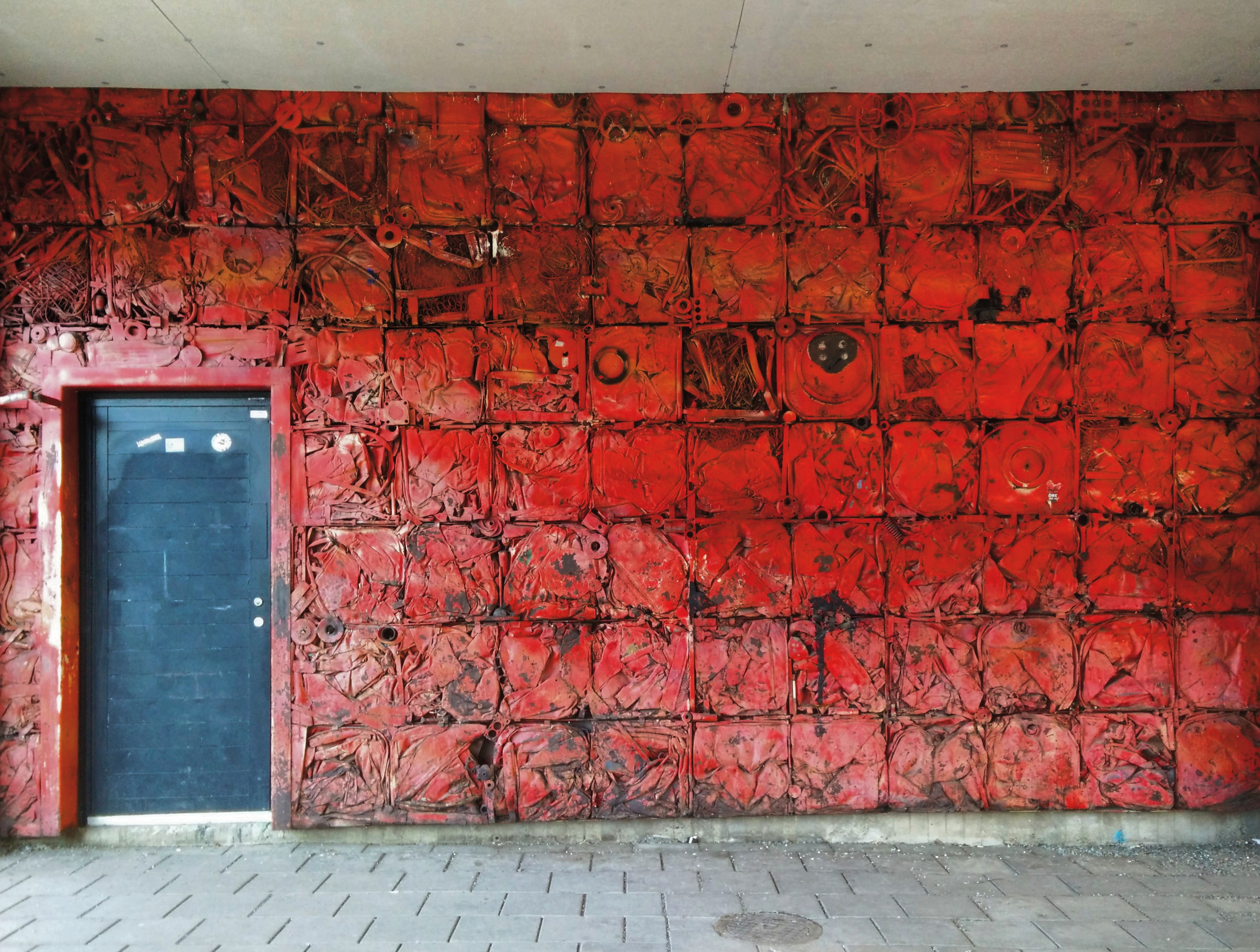
Väggutsmyckning Tidsbild från 1973 (del 1)
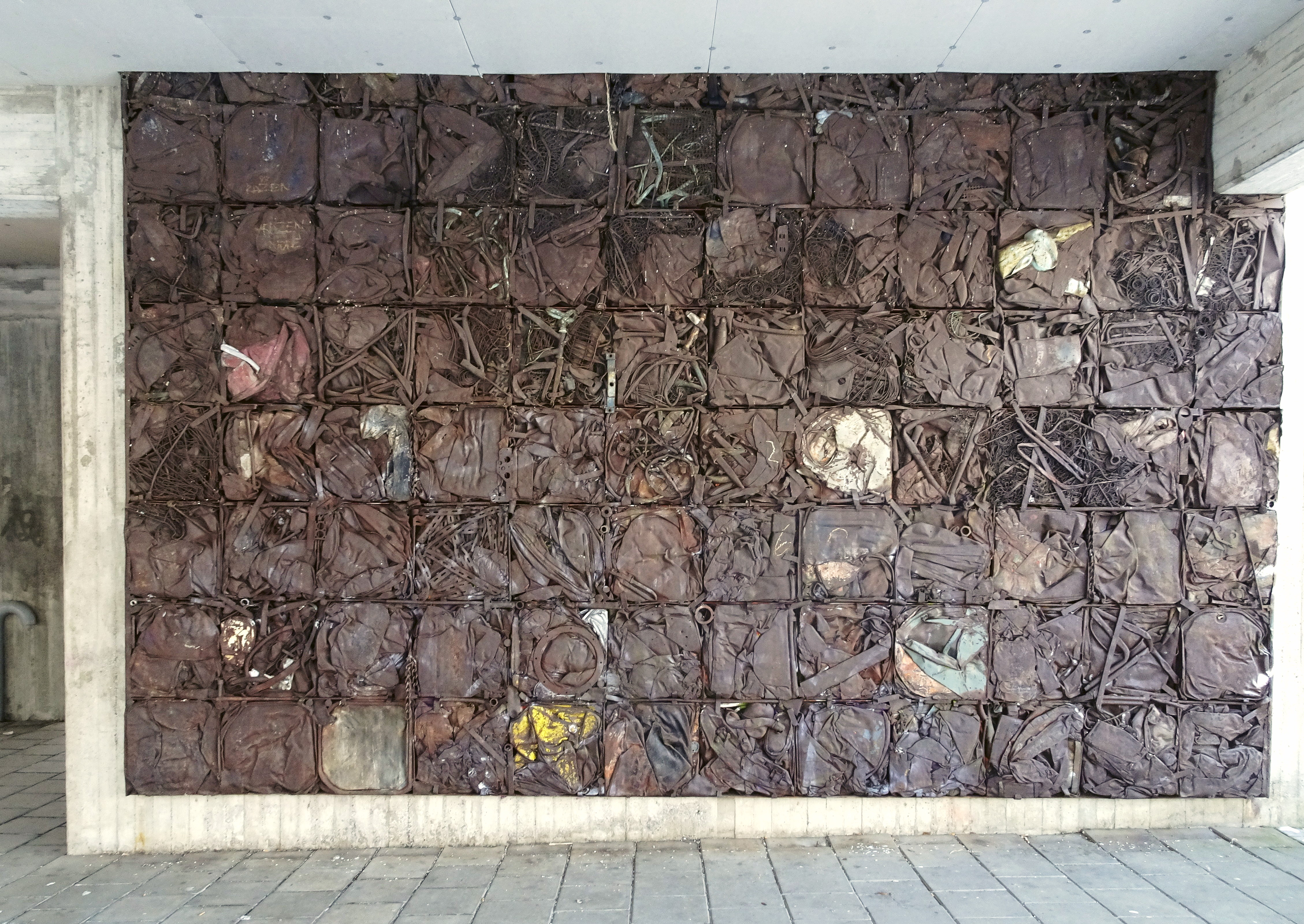
Väggutsmyckning Tidsbild från 1973 (del 2)
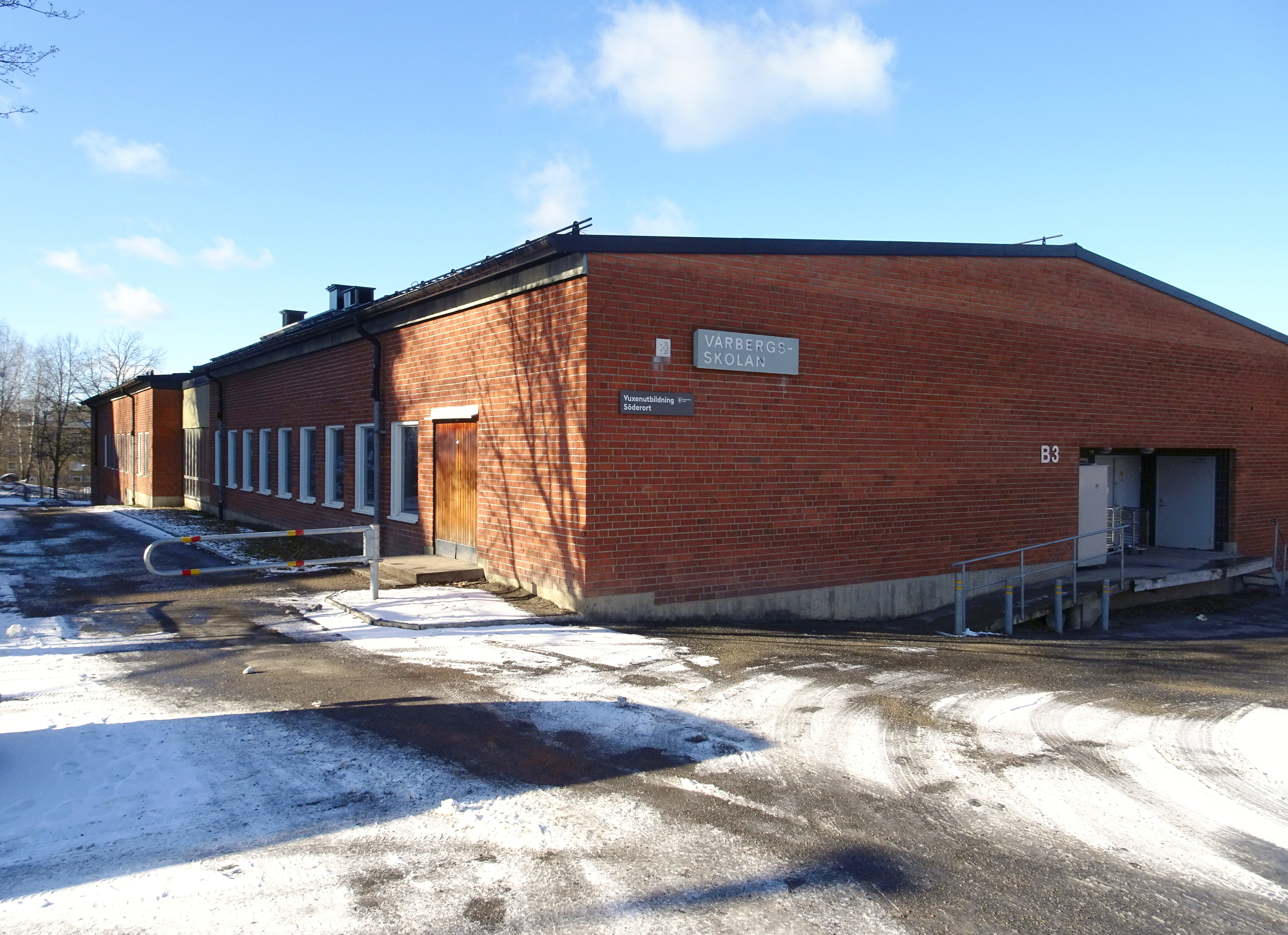
Matsalsbyggnaden.
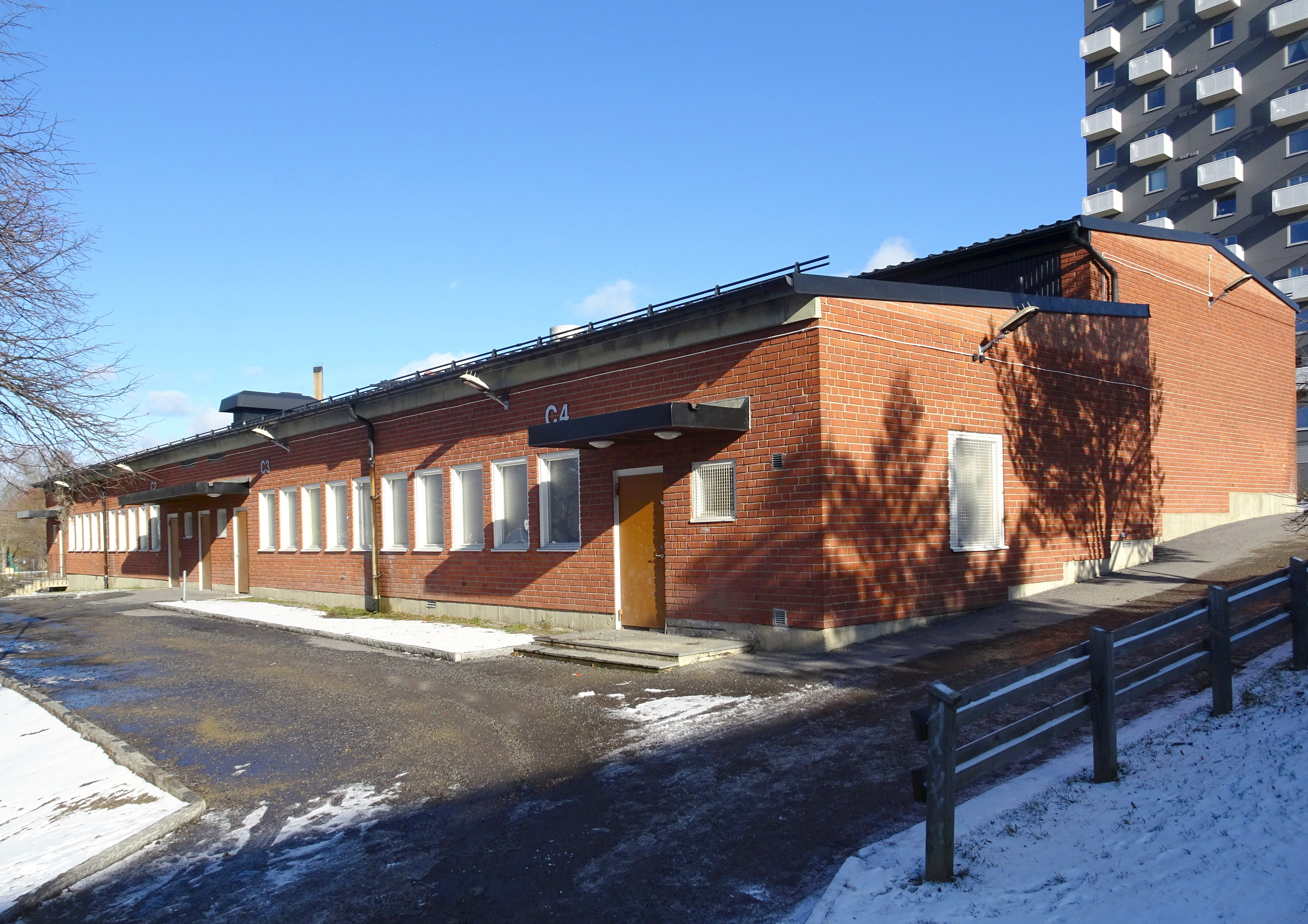
Gymnastikbyggnaden.